# Portada/efemèride desembre 21
Chris Evert
« 20 de desembre · 21 de desembre · 22 de desembre »